# Nadjim Abdou
Nadjim Abdou (ur. 13 lipca 1984 w Martigues) – komoryjski piłkarz występujący na pozycji pomocnika. Zawodnik klubu FC Martigues.

## Kariera klubowa
Abdou urodził się we Francji w rodzinie pochodzenia komoryjskiego. Seniorską karierę rozpoczynał w 2002 roku w FC Martigues. Spędził w nim rok, a potem odszedł do CS Sedan z Ligue 2. W tych rozgrywkach zadebiutował 6 grudnia 2003 roku w zremisowanym 0:0 pojedynku z Grenoble Foot 38. 12 listopada 2004 roku w wygranym 2:0 spotkaniu z Montpellier HSC. W 2006 roku awansował z zespołem do Ligue 1. W tej lidze pierwszy mecz zaliczył 18 listopada 2006 roku przeciwko Olympique Lyon (0:1). W 2007 roku, po spadku Sedanu do Ligue 2, odszedł z klubu.
Został wówczas graczem angielskiego Plymouth Argyle z Championship. Zadebiutował tam 25 sierpnia 2007 roku w przegranym 2:3 pojedynku z Barnsley. 1 grudnia 2007 roku w wygranym 3:0 spotkaniu ze Scunthorpe United strzelił pierwszego gola w Championship. W Plymouth spędził rok.
W 2008 roku Abdou przeszedł do ekipy Millwall z League One. Pierwszy ligowy mecz zaliczył tam 9 sierpnia 2008 roku przeciwko Oldham Athletic (3:4). W 2010 roku awansował z zespołem do Championship.

## Kariera reprezentacyjna
W reprezentacji Komorów Abdou zadebiutował 9 października 2010 roku w przegranym 0:1 meczu eliminacji Pucharu Narodów Afryki 2012 z Mozambikiem.